# Abilene (imię)
Abilene – imię żeńskie pochodzenia hebrajskiego, być może wywodzi się od hebrajskiego słowa oznaczającego trawę. Występuje też w wariantach Abalene, Abalina, Abilena i Abiline.